# 鱊亚科
鱊亞科（Acheilognathinae），也称鳑鲏亚科，傳統分類上是鯉科下的一個亞科，2017年的《硬骨鱼支序分类法》本亞科獨立為一科，包含3屬至少七十余個已描述種和数十个尚未定名的种。中文名源于此亚科鱼类生殖期体色艳丽。主要分布于中国东部、朝鲜及日本等东亚地区；欧洲已知仅一种（歐洲鰟鲏）。

## 分類

### 刺鳑鲏属（Acanthorhodeus）
- 興凱刺鰟鮍 Acanthorhodeus chankaensis ：又稱興凱鱊。

### 石鮒屬(Paratanakia)
- 齊氏石鮒 Paratanakia chii
- 臺灣石鮒 Paratanakia himantegus ：又稱革条田中鰟鮍、革條副鱊、副彩鱊。

### 擬鰟鮍屬(Pseudorhodeus)
- 關東擬鰟鮍 Tanakia tanago ：又稱東京田中鰟鲏。

### 田中鰟鮍屬（Tanakia）
- 高麗田中鰟鮍 Tanakia koreensis
- 矛形田中鳑鲏 Tanakia lanceolata
- 寬邊田中鰟鮍 Tanakia latimarginata
- 黄褐田中鳑鲏 Tanakia limbata
- 岛津氏田中鳑鲏 Tanakia shimazui
- 韓國田中鰟鮍 Tanakia signifer
- 松金田中鳑鲏 Tanakia somjinensis

### 华鳑鲏属（Sinorhodeus）
- 细鳞华鳑鲏 Sinorhodeus microlepis